# 西国分寺台
西国分寺台（にしこくぶんじだい）は、千葉県市原市の五井地区にある町丁。現行行政地名は西国分寺台一丁目及び西国分寺台二丁目。郵便番号は290-0072。

## 概要
市原市北西部の五井地区に位置する。比較的規模の大きいニュータウン開発を行った国分寺台土地区画整理事業の事業区域のため、国分寺台地区に分類されることもある。土地区画整理事業の換地処分の際に地番変更と住居表示を実施をしている。元々の大字は、郡本、藤井、西野谷、門前であった。
区画整理を実施しているため、整然とした住宅街が広がっている。また、北部にある北国分寺台との境界には五井東方面から続く北五井緑道が通っており、広く緑を感じることができるような街になっている。

## 地理

### 地価
千葉県市原市西国分寺台2丁目10番23で59,800円である。

### 隣接町丁字
北は北国分寺台及び加茂、東から南にかけては国分寺台中央、南から西にかけては惣社と接している。

## 歴史

### 沿革
- 1971年（昭和46年） - 区画整理事業が開始。
- 2001年（平成13年） - 区画整理事業が終了。

## 世帯数と人口
2023年（令和5年）4月1日現在の世帯数及び人口の詳細は以下の通りである。
| 町丁字           | 世帯数  | 人口    | 人口  | 人口   | 人口     | 人口     | 人口  | 人口   | 世帯人員 |
| 町丁字           | 世帯数  | 総数    | 若年  | 若年   | 生産年齢 | 生産年齢 | 高齢  | 高齢   | 世帯人員 |
| ---------------- | ------- | ------- | ----- | ------ | -------- | -------- | ----- | ------ | -------- |
| 西国分寺台一丁目 | 355世帯 | 692人   | 88人  | 12.72% | 405人    | 58.53%   | 199人 | 28.76% | 1.95人   |
| 西国分寺台二丁目 | 387世帯 | 827人   | 75人  | 9.07%  | 490人    | 59.25%   | 262人 | 31.68% | 2.14人   |
| 全体             | 742世帯 | 1,519人 | 163人 | 10.73% | 895人    | 58.92%   | 461人 | 30.35% | 2.05人   |

## 通学区域
市立小学校・市立中学校と県立高等学校の通学区域は以下の通りである。
| 町丁字           | 範囲 | 小学校                   | 中学校                   | 県立高校 |
| ---------------- | ---- | ------------------------ | ------------------------ | -------- |
| 国分寺台西一丁目 | 全域 | 市原市立国分寺台西小学校 | 市原市立国分寺台西中学校 | 第9学区  |
| 国分寺台西二丁目 | 全域 | 市原市立国分寺台西小学校 | 市原市立国分寺台西中学校 | 第9学区  |

## 施設
- 市原市立国分寺台西小学校

## 交通

### 鉄道
最寄駅は以下の通りである
- JR東日本及び小湊鉄道
  - 五井駅
- 小湊鉄道
  - 上総村上駅

### バス
町丁内を通過する一般路線バスは以下の通りで、全路線が「小湊鉄道塩田営業所」である。
| 運行会社 | 系統     | 運行区間                    | 経由                                   | 備考       |
| -------- | -------- | --------------------------- | -------------------------------------- | ---------- |
| 小湊鐵道 | 五01系統 | 五井駅東口 - 国分寺台       | アリオ市原、市原市役所、国分寺台小学校 | [ 注釈 1 ] |
| 小湊鐵道 | 五11系統 | 五井駅東口 - 国分寺台       | アリオ市原、市原市役所、国分寺台小学校 | [ 注釈 1 ] |
| 小湊鐵道 | 五22系統 | 五井駅西口 - 山倉こどもの国 | 君塚二丁目、市原市役所                 |            |

### 道路
1. 国道
  - 特になし
2. 県道
  - 特になし
3. 主要市道
  - 市道25号北国分寺台村上線の一部（国分寺台中通り）[14]